# Campionati europei di curling 2022
I Campionati europei di curling 2022 sono la 47ª edizione dei campionati europei di curling. Le partite dei Gruppi A e B si svolgono dal 18 al 26 novembre 2022 all'Östersund Arena di Östersund, in Svezia. Le partite del Gruppo C si sono giocate al Kaunas Ice Palace di Kaunas, in Lituania, dal 25 aprile al 5 maggio 2022.
La sede scelta per ospitare il torneo inizialmente era stata Perm' ma, a causa dell'invasione Russa in Ucraina, è stata spostata a Östersund.
Questa edizione del torneo determinerà le 8 squadre maschili e le 8 squadre femminili direttamente qualificate ai Campionati mondiali di curling 2023 e quelle ammesse alle fasi di qualificazione per i mondiali.
Per ragioni di sponsorizzazione il torneo è noto con il nome Le Gruyère AOP European Curling Championships.

## Uomini
La Russia, originariamente qualificata dal gruppo B al gruppo A, è stata esclusa dalla competizione il 23 settembre 2022 da World Curling Federation a causa dell'invasione in Ucraina. Il posto è stato quindi assegnato alla Spagna, classificatasi subito dopo la Russia nel gruppo B.

### Gruppo A

#### Squadre
| Danimarca | Germania | Italia | Norvegia | Rep. Ceca |
| --- | --- | --- | --- | --- |
| Skip: Mikkel Krause Third: Mads Noergaard Second: Tobias Thune Lead: Henrik Holtermann Alternate: Oliver Rosenkrands Søe | Skip: Sixten Totzek Third: Klaudius Harsch Second: Magnus Sutor Lead: Dominik Greindl Alternate: Joshua Sutor | Skip: Joël Retornaz Third: Amos Mosaner Second: Sebastiano Arman Lead: Mattia Giovanella Alternate: Alberto Pimpini    | Skip: Steffen Walstad Third: Magnus Nedregotten Second: Mathias Brænden Lead: Magnus Vågberg Alternate: Andreas Hårstad | Skip: Lukáš Klíma Third: Marek Černovský Second: Radek Boháč Lead: Lukáš Klípa Alternate: Martin Jurík                  |
| Scozia | Spagna | Svezia | Svizzera | Turchia |
| Fourth: Bruce Mouat Skip: Grant Hardie Second: Bobby Lammie Lead: Hammy McMillan Jr. Alternate: Kyle Waddell             | Skip: Sergio Vez Third: Mikel Unanue Second: Eduardo de Paz Lead: Nicholas Shaw Alternate: Luis Gómez         | Skip: Oskar Eriksson Third: Rasmus Wranå Second: Daniel Magnusson Lead: Christoffer Sundgren Alternate: Simon Olofsson | Skip: Benoît Schwarz Third: Yannick Schwaller Second: Sven Michel Lead: Pablo Lachat Alternate: -                       | Skip: Uğurcan Karagöz Third: Muhammet Haydar Demirel Second: Muhammed Zeki Uçan Lead: Orhun Yüce Alternate: Faruk Kavaz |

#### Round robin

##### Classifica
| Legenda | Legenda                                                            |
| ------- | ------------------------------------------------------------------ |
|         | Ammesse alla fase finale del torneo e qualificate ai Mondiali 2023 |
|         | Eliminate dal torneo ma qualificate ai Mondiali 2023               |
|         | Retrocesse nel Gruppo B                                            |

| Pos. | Nazione   | Skip              | V | P |
| ---- | --------- | ----------------- | - | - |
| 1.   | Svizzera  | Yannick Schwaller | 8 | 1 |
| 2.   | Scozia    | Bruce Mouat       | 8 | 1 |
| 3.   | Italia    | Joël Retornaz     | 8 | 1 |
| 4.   | Svezia    | Oskar Eriksson    | 6 | 3 |
| 5.   | Norvegia  | Steffen Walstad   | 4 | 5 |
| 6.   | Turchia   | Uğurcan Karagöz   | 4 | 5 |
| 7.   | Rep. Ceca | Lukáš Klíma       | 3 | 6 |
| 8.   | Germania  | Sixten Totzek     | 3 | 6 |
| 9.   | Spagna    | Sergio Vez        | 1 | 8 |
| 10.  | Danimarca | Mikkel Krause     | 0 | 9 |

#### Fase finale
|  | Semifinali | Semifinali | Semifinali |        |          | Finale          | Finale          | Finale          |  |
|  |            |            |            |        |          |                 |                 |                 |  |
|  | 1          | Svizzera   | 6          |        |          |                 |                 |                 |  |
|  | 1          | Svizzera   | 6          |        |          |                 |                 |                 |  |
|  | 4          | Svezia     | 3          |        |          |                 |                 |                 |  |
|  | 4          | Svezia     | 3          |        | Svizzera | Svizzera        | 4               |                 |  |
|  |            |            |            |        | Svizzera | Svizzera        | 4               |                 |  |
|  |            |            | Scozia     | Scozia | 5        |                 |                 |                 |  |
|  | 2          | Scozia     | Scozia     | Scozia | 5        | 7               |                 |                 |  |
|  | 2          | Scozia     |            |        |          | 7               |                 |                 |  |
|  | 3          | Italia     | 4          |        |          | Finale 3º posto | Finale 3º posto | Finale 3º posto |  |
|  | 3          | Italia     | 4          |        |          |                 |                 |                 |  |
|  |            |            |            |        |          |                 |                 |                 |  |
|  |            |            |            |        |          | Svezia          | Svezia          | 7               |  |
|  |            |            |            |        |          | Svezia          | Svezia          | 7               |  |
|  |            |            |            |        |          | Italia          | Italia          | 10              |  |

## Donne
La Russia, originariamente qualificata dal gruppo B al gruppo A, è stata esclusa dalla competizione il 23 settembre 2022 da World Curling Federation a causa dell'invasione in Ucraina. Il posto è stato quindi assegnato all'Ungheria, classificatasi subito dopo la Russia nel gruppo B.

### Gruppo A

#### Squadre
| Danimarca | Germania | Italia | Lettonia | Norvegia |
| --- | --- | --- | --- | --- |
| Skip: Madeleine Dupont Third Mathilde Halse Second Denise Dupont Lead: My Larsen Alternate: Jasmin Lander     | Skip: Daniela Jentsch Third: Emira Abbes Second: Pia-Lisa Schöll Lead: Analena Jentsch Alternate: Lena Kapp           | Skip: Stefania Constantini Third: Marta Lo Deserto Second: Angela Romei Lead: Giulia Zardini Lacedelli Alternate: Camilla Gilberti | Skip: Ieva Rudzīte Third: Santa Blumberga-Bērziņa Second: Katrīna Gaidule Lead: Tīna Siliņa Alternate: Betija Gulbe | Fourth: Kristin Skaslien Skip: Marianne Rørvik Second: Mille Haslev Nordbye Lead: Martine Rønning Alternate: Maia Ramsfjell |
| Scozia | Svezia | Svizzera | Turchia | Ungheria |
| Skip: Rebecca Morrison Third: Gina Aitken Second: Sophie Sinclair Lead: Sophie Jackson Alternate: Hailey Duff | Skip: Anna Hasselborg Third: Agnes Knochenhauer Second: Sofia Mabergs Lead: Johanna Heldin Alternate: Therese Westman | Skip: Alina Pätz Third: Silvana Tirinzoni Second: Carole Howald Lead: Briar Schwaller-Hürlimann Alternate: Anna Gut                | Skip: Dilşat Yıldız Third Öznur Polat Second: İfayet Şafak Çalıkuşu Lead: Mihriban Polat Alternate: Berfin Şengül   | Fourth: Bernadett Biró Skip Csilla Halász Second: Blanka Biró Lead: Tímea Schrotter-Nagy Alternate: Zsanett Gunzinám        |

#### Round robin

##### Classifica
| Legenda | Legenda                                                            |
| ------- | ------------------------------------------------------------------ |
|         | Ammesse alla fase finale del torneo e qualificate ai Mondiali 2023 |
|         | Eliminate dal torneo ma qualificate ai Mondiali 2023               |
|         | Retrocesse nel Gruppo B                                            |

| Pos. | Nazione   | Skip                    | V | P |
| ---- | --------- | ----------------------- | - | - |
| 1.   | Danimarca | Madeleine Dupont        | 8 | 1 |
| 2.   | Italia    | Stefania Constantini    | 6 | 3 |
| 3.   | Svizzera  | Silvana Tirinzoni       | 6 | 3 |
| 4.   | Scozia    | Rebecca Morrison        | 5 | 4 |
| 5.   | Svezia    | Anna Hasselborg         | 5 | 4 |
| 6.   | Turchia   | Dilşat Yıldız           | 5 | 4 |
| 7.   | Germania  | Daniela Jentsch         | 5 | 4 |
| 8.   | Norvegia  | Marianne Rørvik         | 4 | 5 |
| 9.   | Ungheria  | Csilla Halász           | 1 | 8 |
| 10.  | Lettonia  | Santa Blumberga-Bērziņa | 0 | 9 |

#### Fase finale
|  | Semifinali | Semifinali | Semifinali |          |           | Finale          | Finale          | Finale          |  |
|  |            |            |            |          |           |                 |                 |                 |  |
|  | 1          | Danimarca  | 11         |          |           |                 |                 |                 |  |
|  | 1          | Danimarca  | 11         |          |           |                 |                 |                 |  |
|  | 4          | Scozia     | 3          |          |           |                 |                 |                 |  |
|  | 4          | Scozia     | 3          |          | Danimarca | Danimarca       | 8               |                 |  |
|  |            |            |            |          | Danimarca | Danimarca       | 8               |                 |  |
|  |            |            | Svizzera   | Svizzera | 4         |                 |                 |                 |  |
|  | 2          | Italia     | Svizzera   | Svizzera | 4         | 5               |                 |                 |  |
|  | 2          | Italia     |            |          |           | 5               |                 |                 |  |
|  | 3          | Svizzera   | 9          |          |           | Finale 3º posto | Finale 3º posto | Finale 3º posto |  |
|  | 3          | Svizzera   | 9          |          |           |                 |                 |                 |  |
|  |            |            |            |          |           |                 |                 |                 |  |
|  |            |            |            |          |           | Scozia          | Scozia          | 9               |  |
|  |            |            |            |          |           | Scozia          | Scozia          | 9               |  |
|  |            |            |            |          |           | Italia          | Italia          | 5               |  |